# Іспанська федерація зимових видів спорту
Федерація зимових видів спорту Іспанії (ісп. Selección de hockey sobre hielo de España) — організація, яка займається проведенням на території Іспанії змагань з хокею із шайбою, фігурного катання, ковзанярського спорту, керлінгу, бобслею, скелетону та санного спорту. Заснована 1923 року, член ІІХФ з 1923 року. Також федерація є членом Міжнародного союзу ковзанярів, Міжнародної федерації керлінгу, Міжнародної федерації санного спорту та Міжнародної федерації бобслею і тобогана. В країні налічується 854 зареєстрованих гравців (236 із них — дорослі), 18 хокейних залів. 
Під егідою федерації проходить чемпіонат Іспанії з хокею починаючи з 1973 року. Найчастіше чемпіоном ставав клуб Хака — 11 разів.
Молодіжній і юнацький хокей в Іспанії розвинений слабо, хоча хокеїсти цих вікових груп розігрують звання чемпіона. 
Збірна Іспанії свій перший матч 21 грудня 1923 року проти бельгійців та здобула перемогу 6:4.